# Matylda Kowal
Matylda Kowal (z domu Szlęzak,ur. 11 stycznia 1989 w Rzeszowie) – polska lekkoatletka, specjalizująca się w biegach długich.

## Kariera
Medalistka mistrzostw Polski seniorów ma w dorobku cztery srebrne medale (Zamość 2011 – bieg przełajowy oraz Bielsko-Biała 2012, Toruń 2013 i Szczecin 2014 – bieg na 3000 metrów z przeszkodami). W 2012 zdobyła brązowy medal halowych mistrzostw kraju w biegu na 3000 metrów. Stawała na podium juniorskich mistrzostw kraju oraz młodzieżowych mistrzostw Polski.
Jesienią 2013 poślubiła swojego trenera, Piotra Kowala.

## Osiągnięcia
| Rok  | Impreza                                 | Miejsce        | Konkurencja                   | Lokata      | Wynik    |
| ---- | --------------------------------------- | -------------- | ----------------------------- | ----------- | -------- |
| 2011 | Superliga drużynowych mistrzostw Europy | Sztokholm      | bieg na 3000 m z przeszkodami | 10. miejsce | 9:57,38  |
| 2011 | Młodzieżowe mistrzostwa Europy          | Ostrawa        | bieg na 3000 m z przeszkodami | 4. miejsce  | 9:48,77  |
| 2011 | Uniwersjada                             | Shenzhen       | bieg na 3000 m z przeszkodami | eliminacje  | 10:11,79 |
| 2012 | Mistrzostwa Europy                      | Helsinki       | bieg na 3000 m z przeszkodami | eliminacje  | 9:56,30  |
| 2012 | Igrzyska olimpijskie                    | Londyn         | bieg na 3000 m z przeszkodami | eliminacje  | 10:08,84 |
| 2016 | Mistrzostwa Europy                      | Amsterdam      | bieg na 3000 m z przeszkodami | 14. miejsce | 9:57,27  |
| 2016 | Igrzyska olimpijskie                    | Rio de Janeiro | bieg na 3000 m z przeszkodami | eliminacje  | 9:35,13  |
| 2017 | Superliga drużynowych mistrzostw Europy | Lille          | bieg na 3000 m z przeszkodami | 9. miejsce  | 10:01,98 |

## Rekordy życiowe
- bieg na 3000 metrów – 9:07,73 (3 czerwca 2011, Bydgoszcz)
- bieg na 3000 metrów (hala) – 9:28,14 (12 lutego 2012, Sheffield)
- bieg na 3000 metrów z przeszkodami – 9:35,13 (13 sierpnia 2016, Rio de Janeiro)